# Sporobolus albicans
Sporobolus albicans là một loài thực vật có hoa trong họ Hòa thảo. Loài này được (Nees ex Trin.) Nees miêu tả khoa học đầu tiên năm 1841.